# Håndbold under sommer-OL 1988
Håndbold under sommer-OL 1988. Håndbold var med på det olympiske program for sjette gang under OL 1988 i Seoul. Tolv herrehold og otte kvindehold deltog. Sovjetunionen vandt guldmedaljerne i herreturneringen og Sydkorea vandt dameturneringen.

## Medaljer
| Håndbold OL 1988 | Håndbold OL 1988 | Håndbold OL 1988 | Håndbold OL 1988 | Håndbold OL 1988 | Håndbold OL 1988 |
| ---------------- | ---------------- | ---------------- | ---------------- | ---------------- | ---------------- |
| Placering        | Land             | Guld             | Sølv             | Bronze           |                  |
| 1.               | Sydkorea         | 1                | 1                | 0                |                  |
| 2.               | Sovjetunionen    | 1                | 0                | 1                |                  |
| 3.               | Norge            | 0                | 1                | 0                |                  |
| 4.               | Jugoslavien      | 0                | 0                | 1                |                  |

## Mænd

### Placeringer
| Placering | Nation          |
| --------- | --------------- |
| Guld      | Sovjetunionen   |
| Sølv      | Sydkorea        |
| Bronze    | Jugoslavien     |
| 4.        | Ungarn          |
| 5.        | Sverige         |
| 6.        | Tjekkoslovakiet |
| 7.        | DDR             |
| 8.        | Island          |
| 9.        | Spanien         |
| 10.       | Algeriet        |
| 11.       | Japan           |
| 12.       | USA             |

### Medaljevinderne
| Guld: | Sølv: | Bronze: |
| SovjetunionenVyacheslav Atavin · Igor Chumak · Valeri Gopin · Aleksandr Karshakevich · Andrej Lavrov · Yuri Nesterov · Voldemaras Novickis · Aleksandr Rymanov · Konstantin Sharovarov · Yuri Shevtsov · Georgi Sviridenko · Aleksandr Tuchkin · Andrey Tyumentsev · Mikhail Vasilev | SydkoreaChoi Suk-jae · Kang Jae-won · Kim Jae-hwan · Koh Suk-chang · Lee Sang-hyo · Lim Jin-suk · Noh Hyun-suk · Oh Young-ki · Park Do-hun · Park Young-dae · Shim Jae-hong · Shin Young-suk · Yoon Tae-il | JugoslavienMirko Bašić · Jožef Holpert · Boris Jarak · Slobodan Kuzmanovski · Muhamed Memić · Alvaro Načinović · Goran Perkovac · Zlatko Portner · Iztok Puc · Rolando Pušnik · Momir Rnić · Zlatko Saračević · Irfan Smajlagić · Ermin Velić · Veselin Vujović |

## Kvinder

### Placeringer
| Placering | Nation          |
| --------- | --------------- |
| Guld      | Sydkorea        |
| Sølv      | Norge           |
| Bronze    | Sovjetunionen   |
| 4.        | Jugoslavien     |
| 5.        | Tjekkoslovakiet |
| 6.        | Østrig          |
| 7.        | USA             |
| 6.        | Elfenbenskysten |

### Medaljevinderne
| Guld: | Sølv: | Bronze: |
| SydkoreaSong Ji-hyun · Han Hyun-sook · Kim Choon-rye · Kim Myung-soon · Lee Ki-soon · Kim Hyun-mee · Kim Mi-sook · Suk Min-hee · Son Mi-na · Lim Mi-kyung · Kim Kyung-soon · Sung Kyung-hwa · Lee Mi-young | NorgeCathrine Svendsen · Heidi Sundal · Hanne Hegh · Hanne Hogness · Karin Singstad · Trine Haltvik · Ingrid Steen · Karin Pettersen · Annette Skotvoll · Kristin Midthun · Kjerstin Andersen · Berit Digre · Susann Goksør · Marte Eliasson · Vibeke Johnsen | SovjetunionenNatalya Mitryuk · Larisa Karlova · Zinaida Turchina · Marina Bazanova · Natalya Morskova · Tatyana Gorb · Elena Nemashkalo · Tatyana Djandjgava · Natalya Anisimova · Svetlana Mankova · Yevgeniya Tovstogan · Olga Semenova · Natalya Rusnachenko · Ellina Guseva |